# In Times
In Times è il tredicesimo album in studio del gruppo musicale progressive black metal norvegese Enslaved, pubblicato nel 2015.

## Tracce
1. Thurisaz Dreaming – 8:13
2. Building With Fire – 8:49
3. One Thousand Years of Rain – 8:13
4. Nauthir Bleeding – 8:10
5. In Times – 10:44
6. Daylight – 8:56

## Formazione
- Grutle Kjellson - basso, voce
- Ivar Bjørnson - chitarra, sintetizzatore
- Ice Dale - chitarre, cori
- Herbrand Larsen - tastiera, organo, voce
- Cato Bekkevold - batteria